# Lijst van Stolpersteine in Eijsden-Margraten

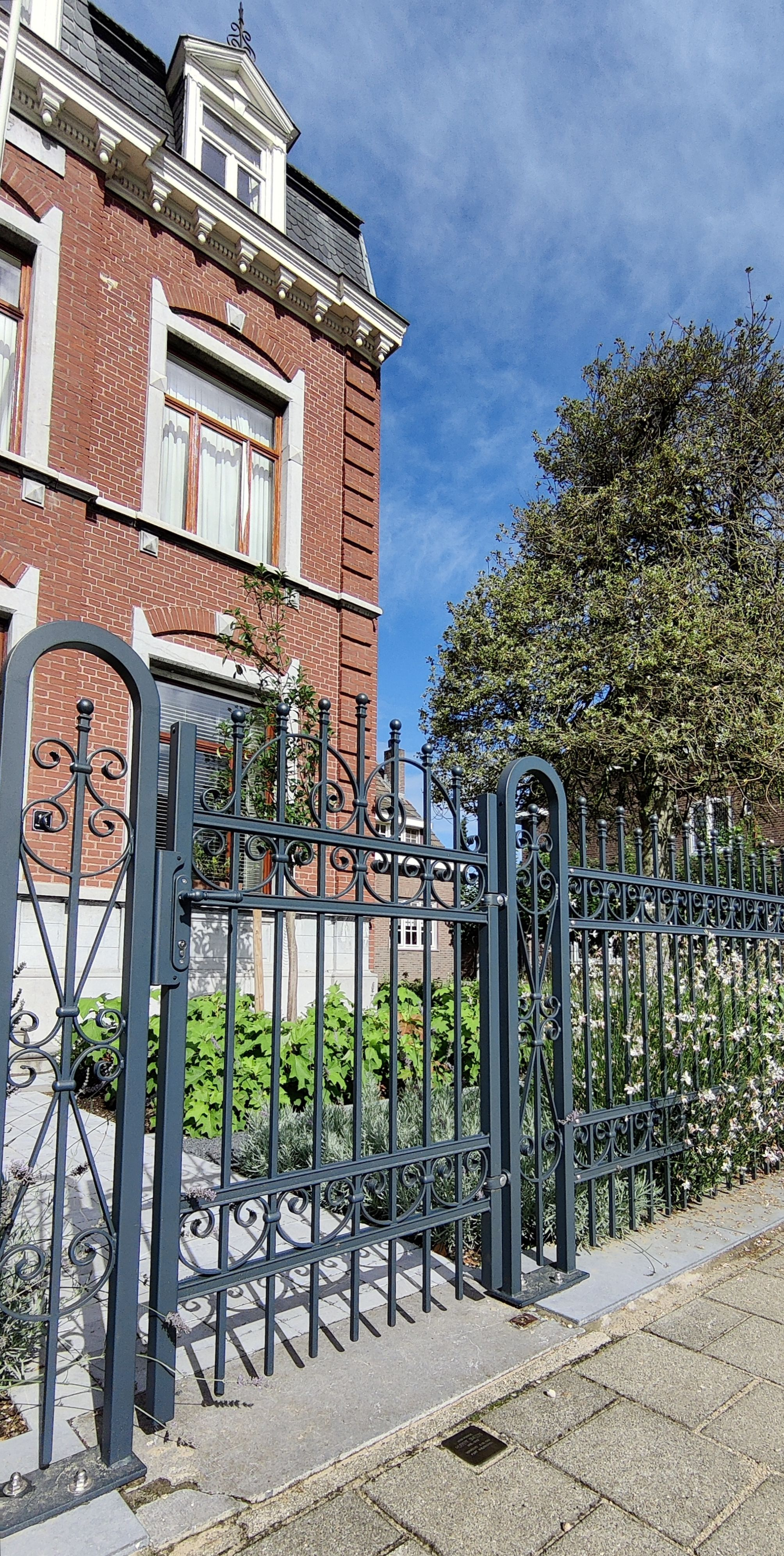
Stolperstein in Eijsden voor Hubert Smeets

De lijst van Stolpersteine in Eijsden-Margraten geeft een overzicht van de gedenkstenen die in de gemeente Eijsden-Margraten in de Nederlandse provincie Limburg zijn geplaatst in het kader van het Stolpersteine-project van de Duitse beeldhouwer-kunstenaar Gunter Demnig.
Stolpersteine zijn opgedragen aan slachtoffers van het nationaalsocialisme, al diegenen die zijn vervolgd, gedeporteerd, vermoord, gedwongen te emigreren of tot zelfmoord gedreven door het nazi-regime. Demnig legt voor elk slachtoffer een aparte steen, meestal voor de laatste zelfgekozen woning.
Omdat het Stolpersteine-project doorloopt, kan deze lijst onvolledig zijn.

## Stolpersteine
In de gemeente Eijsden-Margraten liggen twaalf Stolpersteine: negen in Eijsden, twee in Gronsveld en een in Margraten.

### Eijsden
In Eijsden liggen negen Stolpersteine op zeven adressen.
| Afbeelding | Inscriptie                                                               | Adres                              | Herdachte persoon                  |
| ---------- | ------------------------------------------------------------------------ | ---------------------------------- | ---------------------------------- |
|            | HIER WOONDE CAROLINA ISAAC GEB. 1869 VERMOORD 19.4.1943 VUGHT            | Vroenhof 16 Kaart (OSM)            | Carolina Isaac (1869-1943)         |
|            | HIER WOONDE SERAPHINA ISAAC GEB. 1870 VERMOORD 14.5.1943 SOBIBOR         | Vroenhof 16 Kaart (OSM)            | Seraphina Isaac (1870-1943)        |
|            | HIER WOONDE ALEXANDER MARKX GEB. 1874 VERMOORD 14.5.1943 SOBIBOR         | Diepstraat 55 Kaart (OSM)          | Alexander Markx (1874-1943)        |
|            | HIER WOONDE BERTHA MARKX- LEVITICUS GEB. 1874 VERMOORD 14.5.1943 SOBIBOR | Diepstraat 55 Kaart (OSM)          | Bertha Markx-Leviticus (1874-1943) |
|            | HIER WOONDE JEF PARTOUNS GEB. 1911 OVERLEDEN 13.1.1945 VAIHINGEN         | Jozef Partounsstraat 4 Kaart (OSM) | Jef Partouns (1911–1945)           |
|            | HIER WOONDE CHRETIEN PEUSENS GEB. 1907 VERMOORD 30.12.1942 SACHSENHAUSEN | Rijksweg 258 Kaart (OSM)           | Chretien Peusens (1907–1942)       |
|            | HIER WOONDE ALPHONS SMEETS GEB. 1887 VERMOORD 9.10.1943 FORT RHIJNAUWEN  | Steegstraat 3 Kaart (OSM)          | Alphons Smeets (1887–1943)         |
|            | HIER WOONDE HUBERT SMEETS GEB. 1892 VERMOORD 9.10.1943 FORT RHIJNAUWEN   | Kapelkesstraat 14 Kaart (OSM)      | Hubert Smeets (1892–1943)          |
|            | HIER WOONDE SIGMOND STERN GEB. 1872 VERMOORD 14.5.1943 SOBIBOR           | Kerkstraat 12 Kaart (OSM)          | Sigmond Stern (1872-1943)          |

### Gronsveld
In Gronsveld liggen twee Stolpersteine op een adres.
| Afbeelding | Inscriptie                                                             | Adres                         | Herdachte persoon               |
| ---------- | ---------------------------------------------------------------------- | ----------------------------- | ------------------------------- |
|            | HIER WOONDE HEIMAN SCHAAP GEB. 1866 OVERLEDEN 6.4.1943 GRONSVELD       | Stationsstraat 22 Kaart (OSM) | Heiman Schaap (1866–1943)       |
|            | HIER WOONDE BINA SCHAAP- CAHNTER GEB. 1866 OVERLEDEN 14.5.1943 SOBIBOR | Stationsstraat 22 Kaart (OSM) | Bina Schaap-Cahnter (1866–1943) |

### Margraten
In Margraten ligt een Stolperstein.
| Afbeelding | Inscriptie                                                           | Adres                   | Herdachte persoon             |
| ---------- | -------------------------------------------------------------------- | ----------------------- | ----------------------------- |
|            | HIER WOONDE MATHIEU SPEETJENS GEB. 1919 VERMOORD 5.3.1945 MAUTHAUSEN | ’t Rooth 24 Kaart (OSM) | Mathieu Speetjens (1919–1945) |

## Data van plaatsingen
- 24 mei 2018: Eijsden, twee Stolpersteine op Diepstraat 55
- 13 maart 2019: Eijsden, zeven Stolpersteine op Joseph Partounsstraat, Kapelkesstraat 14, Kerkstraat 12, Rijksweg 258, Steegstraat 3, Vroenhof 13; Gronsveld, twee Stolpersteine op Stationsstraat 22; Margraten, een Stolperstein op 't Rooth 24